# Équipe cycliste Ford France
Pour les autres équipes sponsorisées par les Cycles Gitane, voir Équipe cycliste Gitane .
L'équipe cycliste Ford France, est une équipe cycliste française professionnelle. Créée en 1965, elle existe jusqu'en 1966. 
Au cours de ses deux années d'existence, elle a notamment remporté le Tour de France 1966 grâce à Lucien Aimar et plusieurs victoires prestigieuses par le biais de son leader Jacques Anquetil.

## Histoire de l'équipe
L'équipe est créée en 1965 et prend la suite de la formation Saint-Raphaël, présente dans les pelotons de 1955 à 1964. Elle est sponsorisée par Ford France, filiale française du constructeur automobile Ford. Pour sa première saison, elle s'associe avec les Cycles Gitane. Elle est dirigée par Raymond Louviot et Raphaël Géminiani. Cette première année est une réussite, l'équipe remporte la Coupe du monde intermarques, avec notamment des victoires prestigieuses sur Bordeaux-Paris, Milan-San Remo et le Grand Prix des Nations (championnat du monde officieux du contre-la-montre). Sur les courses par étapes, Jacques Anquetil réalise le doublé Paris-Nice-Critérium du Dauphiné libéré. Surtout Jacques Anquetil réalise cette saison-là son fameux doublé Bordeaux-Paris-Critérium du Dauphiné libéré.
La saison suivante, en 1966, voit Hutchinson remplacer Gitane en tant que sponsor secondaire. Les Cycles Geminiani deviennent fournisseur de l'équipe. Anquetil aligne les succès : Paris-Nice, Amstel Gold Race, Liège-Bastogne-Liège et le Grand Prix des Nations en fin d'année. Lucien Aimar remporte Gênes-Nice en début de saison, il termine deuxième de la Flèche wallonne et surtout remporte le Tour de France. Grâce à deux échappées dans l'étape de l'Aubisque et dans celle de Turin, grâce à ses talents de descendeur et aussi à l'appui de Jacques Anquetil, Aimar parvient à endosser le maillot jaune à l'issue de la 17e étape et à le conserver jusqu'à la fin, préservant un avantage de 1 min 7 s sur le Hollandais Jan Janssen et sur Raymond Poulidor.
La structure s'arrête à la fin de la saison et une partie de l'effectif rejoint l'équipe Bic, nouvellement créée.

## Principales victoires

### Classiques

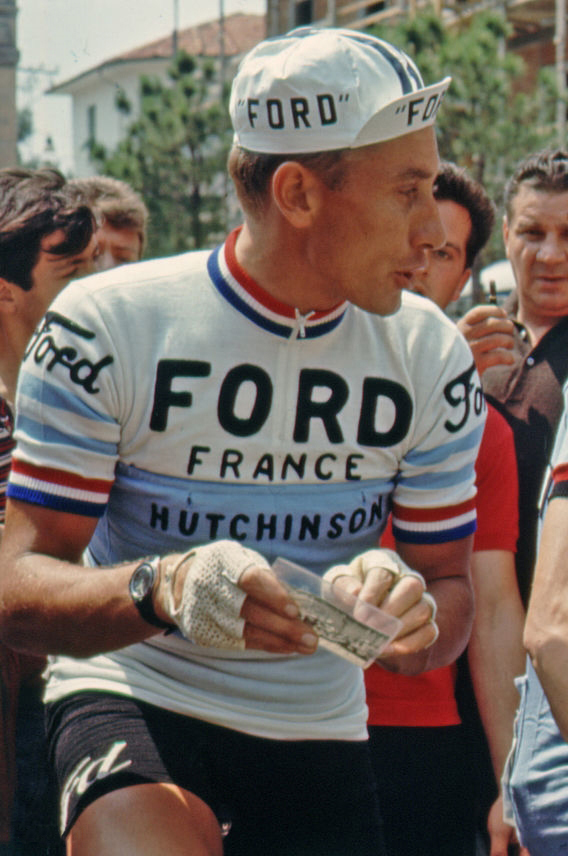
Jacques Anquetil en 1966.

- Bordeaux-Paris : Jacques Anquetil (1965)
- Milan-San Remo : Arie den Hartog (1965)
- Grand Prix des Nations : Jacques Anquetil (1965 et 1966)
- Amstel Gold Race : Jean Stablinski (1966)
- Liège-Bastogne-Liège : Jacques Anquetil (1966)

### Courses par étapes
- Paris-Nice : Jacques Anquetil (1965 et 1966)
- Critérium du Dauphiné libéré : Jacques Anquetil (1965)
- Paris-Luxembourg : Jean Stablinski (1965) et Anatole Novak (1966)
- Tour de Catalogne : Arie den Hartog (1966)
- Grand Prix du Midi libre : Jean-Claude Theillière (1966)

### Championnats nationaux
- Championnat de France sur route : 1
  - Course en ligne : 1966 (Jean-Claude Theillière)

## Résultats sur les grands tours
| - Tour de France - 2 participations (1965, 1966) - 2 victoires d'étapes - 1 en 1965 : contre-la-montre par équipes - 1 en 1966 : Julio Jiménez - 1 victoire finale - Lucien Aimar : 1966 - 1 classement annexe - Grand Prix de la montagne : Julio Jiménez (1966) | - Tour d'Italie - 1 participation (1966) - 3 victoires d'étapes - 3 en 1966 : Julio Jiménez (2) et Vincent Denson - 0 classement annexe | - Tour d'Espagne - 1 participation (1965) - 1 victoire d'étape - 1 en 1965 : Jean-Claude Wuillemin - 0 classement annexe |

## Effectifs

### 1965
| Effectif 1965         | Effectif 1965     | Effectif 1965 | Effectif 1965                      |
| Cycliste              | Date de naissance | Pays          | Équipe précédente                  |
| --------------------- | ----------------- | ------------- | ---------------------------------- |
| Lucien Aimar          | 28 avril 1941     | France        | Saint-Raphaël-Gitane-Dunlop (1964) |
| Jacques Anquetil      | 8 janvier 1934    | France        | Saint-Raphaël-Gitane-Dunlop (1964) |
| Pierre Beuffeuil      | 30 octobre 1934   | France        | Mercier-BP-Hutchinson (1964)       |
| Arie den Hartog       | 23 avril 1941     | Pays-Bas      | Saint-Raphaël-Gitane-Dunlop (1964) |
| Vincent Denson        | 24 novembre 1935  | Royaume-Uni   | Solo-Superia (1964)                |
| Seamus Elliott        | 4 juin 1934       | Irlande       | Saint-Raphaël-Gitane-Dunlop (1964) |
| Pierre Everaert       | 21 décembre 1933  | France        | Saint-Raphaël-Gitane-Dunlop (1964) |
| Jean Graczyk          | 26 mai 1933       | France        | Margnat-Paloma-Dunlop (1964)       |
| Michel Grain          | 6 octobre 1942    | France        | Saint-Raphaël-Gitane-Dunlop (1964) |
| Guy Ignolin           | 14 novembre 1936  | France        | Saint-Raphaël-Gitane-Dunlop (1964) |
| Jean Jourden          | 11 juillet 1942   | France        |                                    |
| Abel Le Dudal         | 24 septembre 1936 | France        |                                    |
| Jean-Claude Lebaube   | 22 juillet 1937   | France        | Saint-Raphaël-Gitane-Dunlop (1964) |
| Paul Lemeteyer        | 4 juin 1942       | France        |                                    |
| Cees Lute             | 13 mars 1941      | Pays-Bas      | Saint-Raphaël-Gitane-Dunlop (1964) |
| Pierre Martin         | 24 mai 1938       | France        |                                    |
| Anatole Novak         | 12 février 1937   | France        |                                    |
| Jean-Marie Poppe      | 15 mars 1938      | France        |                                    |
| Jean-Louis Quesne     | 1 octobre 1943    | France        |                                    |
| Louis Rostollan       | 1 janvier 1936    | France        | Saint-Raphaël-Gitane-Dunlop (1964) |
| Daniel Salmon         | 3 décembre 1940   | France        |                                    |
| Jean Stablinski       | 21 mai 1932       | France        | Saint-Raphaël-Gitane-Dunlop (1964) |
| Gérard Thiélin        | 29 mars 1935      | France        | Saint-Raphaël-Gitane-Dunlop (1964) |
| Willy Vannitsen       | 8 février 1935    | Belgique      | Flandria-Romeo (1964)              |
| Jean-Claude Wuillemin | 22 juin 1943      | France        |                                    |
|                       |                   |               |                                    |
| Source : UCI          |                   |               |                                    |

| Effectif 1966            | Effectif 1966     | Effectif 1966 | Effectif 1966                      |
| Cycliste                 | Date de naissance | Pays          | Équipe précédente                  |
| ------------------------ | ----------------- | ------------- | ---------------------------------- |
| Lucien Aimar             | 28 avril 1941     | France        | Saint-Raphaël-Gitane-Dunlop (1964) |
| Jean-Claude Annaert      | 22 août 1935      | France        | Mercier-BP-Hutchinson (1965)       |
| Jacques Anquetil         | 8 janvier 1934    | France        | Saint-Raphaël-Gitane-Dunlop (1964) |
| Arie den Hartog          | 23 avril 1941     | Pays-Bas      | Saint-Raphaël-Gitane-Dunlop (1964) |
| Vincent Denson           | 24 novembre 1935  | Royaume-Uni   | Solo-Superia (1964)                |
| Pierre Everaert          | 21 décembre 1933  | France        | Saint-Raphaël-Gitane-Dunlop (1964) |
| Jean Graczyk             | 26 mai 1933       | France        | Margnat-Paloma-Dunlop (1964)       |
| Michel Grain             | 6 octobre 1942    | France        | Saint-Raphaël-Gitane-Dunlop (1964) |
| Robert Hagmann           | 2 avril 1942      | Suisse        |                                    |
| Jan Hugens               | 22 mars 1939      | Pays-Bas      |                                    |
| Julio Jiménez            | 28 octobre 1934   | Espagne       | Kas-Kaskol (1965)                  |
| Hans Lauppi              | 7 janvier 1936    | Suisse        |                                    |
| Paul Lemeteyer           | 4 juin 1942       | France        |                                    |
| Cees Lute                | 13 mars 1941      | Pays-Bas      | Saint-Raphaël-Gitane-Dunlop (1964) |
| Pierre Martin            | 24 mai 1938       | France        |                                    |
| Jean Milesi              | 24 avril 1935     | France        |                                    |
| Anatole Novak            | 12 février 1937   | France        |                                    |
| Jean-Louis Quesne        | 1 octobre 1943    | France        |                                    |
| Jean Stablinski          | 21 mai 1932       | France        | Saint-Raphaël-Gitane-Dunlop (1964) |
| Jean-Claude Theillière   | 23 mai 1944       | France        |                                    |
| Gérard Thiélin           | 29 mars 1935      | France        | Saint-Raphaël-Gitane-Dunlop (1964) |
| Bernard Van De Kerckhove | 8 juillet 1941    | Belgique      | Solo-Superia (1965)                |
| Jean-Claude Wuillemin    | 22 juin 1943      | France        |                                    |
|                          |                   |               |                                    |
| Source : UCI             |                   |               |                                    |